# Menodotos
Menodotos z Nikomedii (II w. n.e.?) – filozof i lekarz. Chronologia jego życia jest trudna do ustalenia ze względu na brak przekazów źródłowych - badacze przypuszczają, że żył w II w. Należał do szkoły lekarzy "empiryków" w Aleksandrii, która wraz z innymi wielkimi szkołami lekarskimi starożytności wywarła znaczny wpływ na rozwój sceptycyzmu. W filozofii reprezentował radykalny sceptycyzm nawiązujący bezpośrednio do Pirrona, wolny od wpływów akademizmu. Jako lekarz miał duże znaczenie, rozpowszechnił szeroko szkołę lekarzy "empiryków" (zapoczątkowaną w III w. p.n.e. przez Filinosa z Kos, rozwijaną przez Serapiona z Aleksandrii i Herakleidesa z Tarentu). Na jego duże znaczenie jako lekarza wskazują liczne (choć często polemiczne, zwłaszcza w aspekcie moralnym) wzmianki u Galena o Menodotosie. Znamy jednak bardzo niewiele świadectw jego myśli filozoficznej. 
Przeważały u niego zainteresowania medyczne i psychologiczne. Zwalczał przeciwników medycyny empirycznej stanowczo i ostro. Pierwotny pirronizm zakończył się jego zdaniem razem z Tymonem z Fliuntu, ale później odrodził się w myśli Ptolemeuszem z Cyreny, ucznia lekarza "empiryka" Herakleidesa z Tarentu. Uznawał, że akademizmu nie da się pogodzić ze sceptycyzmem pirrońskim - Platona nie można uznać za sceptyka, gdyż przyjmował on idee i cnotę za rzeczy pewne, więc dogmatyzuje, a nawet jeśli przyjmował je tylko za prawdopodobne, i tak przez przyjęcie pojęcia prawdopodobieństwa byłby dogmatykiem. Wykazując daremność badania przyczyn postawił tezę silniejszą niż głosząca konieczność osiągnięcia epoché i zajął stanowisko silniejsze, stanowisko dogmatyzmu negatywnego - polegało ono na uznaniu możliwości, że tezy przeciwników są z całą pewnością fałszywe. 
Oprócz momentu negatywnego typowego dla pirronizmu Mendot przyjmował także pewien moment pozytywny - polegał on na odwołaniu się do doświadczenia. Moment ten rozwinął się jednak w pełni dopiero u Sekstusa Empiryka.
Według Sekstusa, Menodot jest autorem dwóch z kanonu tropów sceptyckich:
- Wiedza bezpośrednia jest niemożliwa, bo wszystkie poglądy są względne i rozbieżne.
- Wiedza pośrednia jest niemożliwa, bo nie posiadamy pewnych przesłanek wiedzy.